# بوب سبينس
بوب سبينس (بالإنجليزية: Bob Spence)‏ هو لاعب كرة قاعدة أمريكي، ولد في 10 فبراير 1946 في سان دييغو في الولايات المتحدة.

## وصلات خارجية
- بوب سبينس على موقعبيزبول رفرنس.كوم (الدوري الرئيسي) (الإنجليزية)
- بوب سبينس على موقعبيزبول رفرنس.كوم (الدوري الثانوي) (الإنجليزية)